# Depozitář mezinárodní smlouvy
Depozitář mezinárodní smlouvy je pověřen stranami mezinárodní smlouvy chránit její originál, který je u něj uložen, stejně jako postupně přijímat listiny o ratifikaci nebo jiné notifikace, vydávat ověřené kopie smlouvy či její oficiální překlady, informovat o jejím vstupu v platnost apod. Depozitářem bývá určen buď orgán mezinárodní organizace nebo třeba jeden ze smluvních států, zejména jestliže na jeho území došlo ke uzavření smlouvy.